# Thomas Ørneborg
Thomas Szwed Ørneborg er en dansk håndboldtræner, der har været cheftræner for den tyske håndboldkub HC Leipzig siden han blev fyret i HC Odense i marts 2013. Han havde inden da været træner i klubben siden 1. juni 2012. Før HC Odense har han været chefttræner for Faaborg HK, HC Fyn og for den polske klub Vistal Laczpol Gdynia, talenttræner for FIF og det danske U/18-landshold for herrer samt været assistenttræner i GOG.